# Tony McManus
Tony McManus (nacido en 1965 en Paisley, Escocia) es un guitarrista acústico canadiense de música tradicional celta. Su primer álbum fue publicado en 1996. El segundo, titulado «Pourquoi Quebec?» (¿Por qué Quebec?), se grabó en Quebec, Canadá y fue lanzado en enero de 1998.
Tony es muy considerado por su habilidad excepcional y toque expresivo. El guitarrista inglés John Renbourn describe a McManus como "el mejor guitarrista celta vivo". Ha grabado dúos con el reconocido violinista escocés Alasdair Fraser.
Su última grabación, Mysterious Boundaries está dedicado a un repertorio clásico.
McManus reside en Elora, Ontario, Canadá.

## Discografía

### Grabaciones en Solo
- Tony McManus Greentrax Recordings 1995
- Pourquoi Quebec?  Greentrax Recordings 1998
- Ceol More   Greentrax Recordings 2002
- The Maker's Mark (the dream guitar sessions)' Greentrax Recordings 2008
- Mysterious Boundaries   Greentrax Recordings 2013

### Collaboraciones
- Alasdair Fraser & Tony McManus: Return to Kintail  Culburnie Records 1999
- Tony McManus and Alain Gentry: Singing Sands   Greentrax Recordings 2005
- Strung: Band of Gypsies (with April Verch, Doug Cox and Cody Waters) Slab Town Records 2008